# Charmer
Charmer è l'ottavo album discografico in studio della cantautrice statunitense Aimee Mann, pubblicato nel 2012.

## Il disco
Il disco è stato registrato a Los Angeles e prodotto da Paul Bryan, bassista della Mann.
Vi ha partecipato James Mercer, frontman dei The Shins.
Nel video del singolo Charmer compare Laura Linney.
Il secondo singolo è Labrador.

## Tracce
Tutte le tracce sono di Aimee Mann tranne dove indicato.
1. Charmer – 3:25
2. Disappeared – 3:24
3. Labrador – 3:49
4. Crazytown – 3:21
5. Soon Enough (Mann, Tim Heidecker) – 3:59
6. Living a Lie (featuring James Mercer) (Mann, Paul Bryan) – 3:26
7. Slip and Roll – 4:12
8. Gumby – 2:53
9. Gamma Ray – 3:00
10. Barfly – 4:00
11. Red Flag Diver – 2:29